# 三宿菜々
三島 奈々（みしま なな、1991年5月19日 ‐ ）は、日本のグラビアアイドル、バラエティタレント。埼玉県出身。

## 略歴
埼玉県深谷市出身のタレント。グラビアアイドル。
2020年9月30日まで株式会社G-STAR.PROに所属、以後はフリーランス。
2021年5月24日、30歳をきっかけに三島奈々に芸名を改名。
TOKYOMX ええじゃないか！！準レギュラー

## 人物
趣味は野菜を育てること、ダイビング。野菜栽培士、オーガニック野菜アドバイザーとプロの資格を取得。
また、ダイビングについてもADVANCED OPEN WATERDIVERまで資格を取得。
韓国語を勉強している。
高校野球が好きで毎年甲子園ツイートをしている。
特技は料理の隠し味を当てる事。
グラビアという仕事が何だか知らずにただ雑誌に載りたいということを大人に伝えた所、事務所を紹介され23歳でデビューしグラビアアイドルとなった。
すぐにDVDの発売が決まりサイパンで撮影をしたが本人がやりたいことではなかった為か、発売した後に事務所を退所。
バラエティに出たいという理由でジースタープロへ移籍した。
ゴッドタンや女が女に怒る夜など数々のバラエティ番組へ出演を果たすも後に事務所を退所、今はフリーランスで活動中。

## 出演

### テレビ
- 東京オーディション(仮)（2015年10月、TOKYO MX）
- 山里と100人の美女～Xmasスペシャル～（2015年12月25日、TBS）
- THE HOUSE-Second season（2016年1月、TOKYO MX）
- ゴッドタン（2016年8月20日、テレビ東京）
- さよなら、フーテン人生（2016年10月、日本テレビ）
- 女神たちのかようび（2017年7月、チバテレ）
- 東京ディズニーランド2017（2017年2月、WAKUWAKU JAPAN）
- EXD44（2018年2月5日[3]、テレビ朝日）

- 女が女に怒る夜（日本テレビ）
- 浜ちゃんが!（2020年6月24日 - 、 読売テレビ）
- 浜ちゃんが!（2022年6月2日 - 、 読売テレビ）
- ええじゃないか‼︎（2019年〜準レギュラーTOKYOMX）

### webテレビ
- オンナの噂研究所（2016年1月8日、dTV）
- タカトシのバラエティだろ～が‼（2017年11月15日、AbemaTV）

- 極楽とんぼ　KAKERUTV（2017年12月21日[4]、2019年8月11日、AbemaTV）
- 給与明細（2018年10月28日[5]、12月23日[6]、2019年8月26日[7]、9月9日[8]、10月28日[9]、12月23日[10]、2020年1月6日[11]、9月21日[12]、10月26日[13]、AbemaTV）潜入ガール

### 雑誌
- SPA!（扶桑社）
- EXMAX（ぶんか社）
- 週刊プレイボーイ（集英社）

## 作品

### モデル
- 原寸大おっぱい図鑑」（撮影：須崎祐次、2017年8月2日、一迅社）Dカップモデル[14]

### イメージビデオ
- Aircon House（2019年5月25日、Air control）[15]